# Mercedes de Pablos
Mercedes de Pablos Candón (Madrid, 10 de septiembre de 1958) es una periodista y escritora española. Desde enero de 2025  preside el Observatorio de Igualdad de RTVE. 
Desarrolló su carrera profesional en Andalucía. Fue la primera mujer directora de una cadena de radio en España, Canal Sur Radio de 1996 a 2000. También ha dirigido otros medios. De 2005 a 2010 fue consejera del Consejo Audiovisual de Andalucía. De 2013 a 2019 fue directora del Centro de Estudios Andaluces. En 2022 recibió el encargo del Ayuntamiento de Sevilla de organizar el Centenario de la Exposición Iberoamericana de 1929. Desde noviembre de 2024 forma parte del Consejo de Administración de Radio Televisión Española (RTVE).

## Trayectoria
Nacida en Madrid, tiene sus raíces en Andalucía. Su madre, Blanca Candón, fue alcaldesa de Cortelazor, en la sierra de Huelva, por el Partido Andalucista. Licenciada en Periodismo por la Universidad Complutense de Madrid. Vive en Sevilla desde 1978 y ha desarrollado su carrera profesional como periodista en Andalucía.
Comenzó en la Cadena SER. Ha trabajado en Canal Sur Radio y Canal Sur Televisión, radio y televisión públicas de Andalucía. También en Radio Nacional de España y en Radiocadena Española (RCE). En RNE 1 hizo un programa nacional desde Sevilla, considerada periferia. 
Feminista activa, realizó programas centrados en hacer visibles a las mujeres en radio y televisión entre 1987 y 1993. Entre ellos destacan Cantamañanas, Si tú me dices ven, De Par en Par. Fue la primera mujer directora de una cadena de radio en España.
Ha sido jefa de Programas de Canal Sur Radio de 1993 a 1996, directora de Canal Sur Radio de 1996 a 2000 y directora de Andalucía Abierta Radio de la Fundación José Manuel Lara de 2001 a 2004.
En 2004 se incorporó al Centro de Estudios Andaluces, dependiente de la Consejería de Presidencia de la Junta de Andalucía, donde fue directora de programas (2004-2005). De 2005 a 2010 fue consejera designada por el PSOE-A en el Consejo Audiovisual de Andalucía. En 2011 se reincorporó al Centro de Estudios Andaluces asumiendo de nuevo la dirección de programas (2011-2013). 
En 2011 fue candidata independiente por el PSOE para las elecciones municipales en la lista de Sevilla, que encabezó Juan Espadas. Fue concejala en la oposición del Ayuntamiento de Sevilla, dedicándose fundamentalmente a los temas de cultura. Dejó el cargo para dirigir el Centro de Estudios Andaluces. En enero de 2013 fue propuesta para sustituir a Carmen Mejías al frente del Centro de Estudios Andaluces. Dirigió el Centro hasta 2019, cuando fue  sustituida por Tristán Pertíñez Blasco, volviendo a su puesto como directora de programas en la misma Fundación. 
En 2022 fue nombrada directora general de Proyección de Ciudad y Relaciones con otras Administraciones del Ayuntamiento de Sevilla, con el encargo del alcalde Antonio Muñoz, entre otras cuestiones, de organizar la conmemoración del centenario de la Exposición Iberoamericana de 1929 y desarrollar proyectos transformadores que vinculen a Sevilla a la modernidad, a la innovación y al futuro.
Colabora con diversos medios como La SER Hoy por Hoy Sevilla, Letra Global, Málaga Hoy, Europa Sur, El País, ElDiario.es, Diario de Sevilla y 7 TV. Ha escrito libros de ficción y no ficción.
En noviembre de 2024 fue nombrada miembro del Consejo de Administración de Radio Televisión Española (RTVE). Desde enero de 2025 preside el Observatorio de Igualdad de RTVE sustituyendo a Concepción Cascajosa.

## Obra
- 1980. Quien cuenta Sevilla. Historia de la prensa sevillana. Grupo Andaluz de Ediciones
- La vega y la Serpiente; viaje por la marisma y la vega. Editado por El Monte de Piedad.
- 1982. La Sevilla del balón. Biblioteca de Temas Sevillanos, Ayuntamiento de Sevilla
- 2005. La hoz y las flechas: un comunista en Falange. Oberón
- 2011. Ajuste de cuentos. Ediciones Espuela de Plata. Editorial Renacimiento.[18]
- 2020. Jonás, mapa para el buen traidor. Ed. Almuzara Libros.[19][20][21]
- 2022. El ángel de la paz y otros relatos. Ediciones Espuela de Plata. Editorial Renacimiento.[22][7]

## Premios y reconocimientos
- 1990: Premio de Periodismo Ciudad de Córdoba por el programa ‘Las Cantamañanas’ de RNE
- 1992: Premio Andalucía de Periodismo como guionista de ‘Malas Artes’ de Canal Sur TV
- 2001: Premio Meridiana
- 2016: Premio Adriano Antinoo - Mención Honorífica